# Apuntes para una Orestíada africana
Apuntes para una Orestíada africana (Appunti per un'Orestiade africana) es una película italiana realizada en 1970 por Pier Paolo Pasolini.

## Argumento
Ante la posibilidad de filmar una adaptación de la Orestíada de Esquilo ambientada en África, Pasolini busca en dicho continente un escenario alternativo, así como nuevos rostros para Agamenón, Electra, Clitemnestra y los integrantes del coro. La película —verdadero guion gráfico visual— se compone de una combinación entre documental y escenas filmadas por el propio realizador en varias locaciones africanas, todo ello aderezado por los punzantes comentarios políticos y estéticos del cineasta. En algún momento, Pasolini llega incluso a considerar otras alternativas: por ejemplo, un melodrama musical en jazz, protagonizado por actores afroamericanos.